# Tvåsåtjärnen
Tvåsåtjärnen är en sjö i Älvdalens kommun i Dalarna och ingår i Dalälvens huvudavrinningsområde. Sjön har en area på 0,0668 kvadratkilometer och ligger 397,7 meter över havet.

## Delavrinningsområde
Tvåsåtjärnen ingår i det delavrinningsområde (679553-138741) som SMHI kallar för Inloppet i Lill-Ugsi. Medelhöjden är 442 meter över havet och ytan är 18,18 kvadratkilometer. Räknas de 8 avrinningsområdena uppströms in blir den ackumulerade arean 102,46 kvadratkilometer. Ugan som avvattnar avrinningsområdet har biflödesordning 2, vilket innebär att vattnet flödar genom totalt 2 vattendrag innan det når havet efter 378 kilometer. Avrinningsområdet består mestadels av skog (88 procent). Avrinningsområdet har 0,14 kvadratkilometer vattenytor vilket ger det en sjöprocent på 0,8 procent.